# لي وينستون لياندرو دا سيلفا أوليفيرا
لي وينستون لياندرو دا سيلفا أوليفيرا (بالبرتغالية: Lee Winston Leandro da Silva Oliveira‏) هو لاعب كرة قدم برازيلي، ولد في 9 مارس 1988 في ساو باولو في البرازيل. لعب مع أتلتيكو مينيرو ونادي أكاديميكا كويمبرا ونادي بوا إيسبورت ونادي فيتوريا.

## وصلات خارجية
- لي وينستون لياندرو دا سيلفا أوليفيرا على موقع قاعدة بيانات كرة القدم.إي يو (الإنجليزية)
- لي وينستون لياندرو دا سيلفا أوليفيرا على موقع Soccerway.com (الإنجليزية)
- لي وينستون لياندرو دا سيلفا أوليفيرا على موقع عالم كرة القدم.نت (الإنجليزية)
- لي وينستون لياندرو دا سيلفا أوليفيرا على موقع AS.com (الإسبانية)